# Leighann Dobbs
 (mars 2023).
Pour les articles homonymes, voir Dobbs.
Leighann Dobbs est une écrivaine américaine du XXIe siècle.

## Biographie
Leighann Dobbs a découvert sa passion pour l'écriture après 20 ans de carrière en tant qu'ingénieure logiciel. Depuis 2012, elle écrit des romans de genre cozy mystery et de romance historique. L'écrivaine a publié sous son vrai nom des livres sur la nourriture et la santé. 
En 2014, son roman Dead Wrong a remporté le prix Best Mystery Romance de la Convention Indie Romance[réf. nécessaire]. Elle remporte également le premier prix du concours Chanticleer Mystery & Mayhem dans la catégorie « Mystère animal » en 2015 pour son roman Ghostly Paws.

## Œuvres

### Romans
- (en) Sweet Escapes, 2013 (Recueil de quatre histoires courtes).

### Séries
- Série Fancytales Regency Romance
  - (en) Something In Red
  - (en) Snow White and the Seven Rogues
  - (en) Dancing On Glass
  - (en) The Beast of Edenmaine
  - (en) The Reluctant Princess
  - (en) Sleeping Heiress
  - (en) Fancytales: The Once Upon a Time Collection, 2014 (Recueil)

- Série Lexy Baker Cozy Mystery
  - (en) Killer Cupcakes, 2012
  - (en) Dying For Danish, 2012
  - (en) Murder, Money and Marzipan, 2013
  - (en) 3 Bodies and a Biscotti, 2013
  - (en) Brownies, Bodies and Bad Guys, 2013
  - (en) Bake, Battle and Roll, 2013
  - (en) Wedded Blintz, 2013
  - (en) Scones, Skulls & Scams, 2014
  - (en) Ice Cream Murder, 2014
  - (en) Mummified Meringues, 2014
  - (en) Brutal Brûlée, 2015
  - (en) No Scone Unturned, 2016
  - (en) Cream Puff Killer, 2017
  - (en) Never Say Pie, 2018
  - (en) Ain’t Seen Muffin Yet, 2020
  - (en) Assault and Buttercream, 2022

- Série Blackmoore Sisters
  - (en) Dead Wrong, 2013
  - (en) Dead & Buried, 2013
  - (en) Dead Tide, 2013
  - (en) Buried Secrets, 2013
  - (en) Deadly Intentions, 2014
  - (en) A Grave Mistake, 2014
  - (en) Spell Found, 2015
  - (en) Fatal Fortune, 2017
  - (en) Hidden Secrets, 2019

- Série Kate Diamond Adventure
  - (en) Hidden Agemda, 2013
  - (en) Ancient Hiss Story, 2015
  - (en) Heist Society, 2018

- Série Mystic Notch Cozy Mystery Series
  - (en) Ghostly Paws, 2014
  - (en) A Spirited Tail, 2014
  - (en) A Mew To A kill, 2015
  - (en) Paws And Effect, 2015
  - (en) Probable Paws, 2016
  - (en) A Whisker of a Doubt, 2018
  - (en) Wrong Side of the Claw, 2019

- Série Callie Justice Mystery
  - (en) Burning Justice, 2015

- Série Unexpected Series (St. Daine Family)
  - (en) An Unexpected Proposal, 2015
  - (en) An Unexpected Passion, 2015
  - (en) An Unexpected Pursuit (à venir)

- Série Hawthorne Grove
  - (en) Something Magical, 2016
  - (en) Curiously Enchanted, 2017

- Série Scandals and Spies
  - (en) Kissing The Enemy, 2016
  - (en) Deceiving the Duke, 2016
  - (en) Tempting The Rival, 2016
  - (en) Charming the Spy, 2017
  - (en) Pursuing The Traitor, 2017
  - (en) Captivating The Captain, 2017

- Série Silver Hollow
  - (en) A Spell of Trouble, 2016
  - (en) Spell Disaster, 2016
  - (en) Nothing To Croak About, 2017
  - (en) Cry Wolf, 2017
  - (en) Shear Magic, 2018

- Série Hazel Martin Mysteries
  - (en) Murder at Lowry House, 2017
  - (en) Murder by Misunderstanding, 2017

- Série Lady Katherine Regency Mysteries
  - (en) An Invitation to Murder, 2017
  - (en) The Baffling Burglaries of Bath, 2018
  - (en) Murder at the Ice Ball, 2018
  - (en) A Murderous Affair, 2019
  - (en) Murder on Charles Street, 2020

- Série Nero et Marlowe, les chats mènent l'enquête (Oyster Cove Guesthouse)
  - Un cadavre dans les pattes, HarperCollins, 2021 ((en) A twist in the tail, 2019), trad. Santiago Artozqui, 283 p.  (ISBN 979-10-339-1114-2)
  - Meurtre & moustaches, HarperCollins, 2022 ((en) A whisker in the dark, 2019), trad. Santiago Artozqui, 282 p.  (ISBN 979-10-339-1115-9)
  - (en) A Purrfect Alibi, 2019

- Série Juniper Holiday
  - (en) Halloween Party Murder, 2022
  - (en) Thanksgiving Dinner Death, 2022
  - (en) Who Slayed The Santas?, 2022
  - (en) Masquerade Party Murder, 2023